# A titkos tanítás
A titkos tanítás (eredeti címén: The Secret Doctrine) Helena Blavatsky munkája, melyet 1888-ban publikált. A Teozófiai Társulat a teozófia alapvető munkájának, a teozófia legteljesebb összefoglalásának tekinti, legitimációját az teremti meg, hogy állításuk szerint a könyvet Blavatsky a Mahatmák sugallatára írta. Mai ismereteink szerint a könyv nagy képzelőtehetséggel megírt anyag, mely az okkultizmus különféle korabeli forrásainak plágiumából keletkezett. A könyv szövege világosan mutatja, hogy szerzője másképpen értelmezte a keleti vallások (hinduizmus és buddhizmus) számos tanítását, mint ahogy ezen vallások vezető képviselői. Lényegében az európai teozófia okkultista koncepcióját írta át keleti terminológiákkal.
Alapvető üzenetét három fő elvben lehet összefoglalni: (1) egy mindenható és mindenütt jelenlévő Isten Foháton keresztül teremti meg a világot; (2) egy ciklikus rendszerben, amely; (3) az egyén lelkének és az isteniség egységén alapul.

## Dzyan könyve
Blavatsky állítása szerint A titkos tanítást a világ legrégibb könyve, Dzyan könyve (eredeti angol címén Book of Dzyan) alapján írta, és tulajdonképpen ennek magyarázata. A könyv maga, írta Blavatsky, 19 versből áll. Szerinte ezt a könyvet egy tibeti kolostorban őrzik, melynek könyvtára olyan nagy, hogy a British Museum nem tudná befogadni. Maga a könyv az európaiak számára ezért nem ismert és csak neki mutatták meg. Ő maga gondolatátvitel útján kapta az anyagot a nagy tibeti mesterektől, így tudta lefordítani Dzyan verseit, amely egy, az európai nyelvtudósok által ismeretlen nyelven (szenzár) íródott.

## A titkos tanfelépítése

### Első kötet
Az első kötet Dzyan első hét versének magyarázata. Maga a kötet három fő részből (és mindegyik rész fejezetekből) áll. Az első rész a kozmikus evolúcióval foglalkozik, a második rész a szimbólumokkal (képek, nyelvi formák, mítoszok), amelyekben az ősi bölcsesség van elrejtve, a harmadik pedig a tudomány és a teozófia kapcsolatáról.
A kötet először tehát a világegyetem létrejöttének és fejlődésének történetét adja, amelyben az isteni egység több-formájúvá válik. Ezt ciklikus folyamatként ábrázolja, amelyben aktív és passzív periodusok váltogatják egymást. Az első három szakaszban jön létre az idő, a tér és az anyag, majd az ezt követő periódusok már a hetes ciklust (a hét mágikus szám számos okkult irányzatban) követik. A ciklus első fázisának alapvető meghatározója a tűz, a másodiké a levegő, a harmadiké a víz, a negyediké a föld, mig a továbbiak meghatározója az éter. Az első négy periódus a romlás állapota, míg a megmaradt három a megváltásé, amely azután helyreállítja az egységet és egy új teremtést indít el. A teremtés fő ereje Fohat, akit (?) az istenek fiai bíztak meg a teremtéssel és akinek munkáját szellemek segítik. Energiájának forrása Blavatsky szerint az elektromosság és a nap, amelyek az istenek gondolatainak megtestesülései.
A könyv szerint Fohat hét elemet hozott létre, amelyből a jelen világ csak négyet ismer és az ötödiket az étert csak kevéssé. Ebből a hét elemből jön létre hét kerék, amelyek a Naprendszerünket hajtják. Mind a hét bolygónak hét dimenziója van, amelyekből az emberek csak a legalacsonyabb szintűeket, az anyagiakat látják. Minden bolygón lezajlott az élet, de az evolúció folyamán az egyik bolygóról a másikra vándorol. Ezért, mondja Blavatsky, a Hold jóval idősebb mint a Föld, de a holdon már lezajlott hétszakaszos fejlődése, így a Hold meghalt és mint Föld született újra. A Hold élőhalott és ezért van boszorkányos, misztikus hatással a Földre.
A titkos tan első kötetének második fő kérdése a teozófia kapcsolata a tudományhoz. A teozófia a tudományt, akárcsak a vallást és a filozófiát duálisan fogja fel: felszínként és az okkult tartalomként. Az ezzel foglalkozó részekben Blavatsky célja a materializmus kritikája, de valójában a XIX. század első felének mechanikus materializmusával vitatkozik. Blavatsky különösen a tudományon belüli ellentmondásokat kritizálja. Célja nem az, hogy ezeket megoldja, hanem az, hogy azt mutassa, hogy tudományon belüli ellentmondások azért történnek, mert az okkultot kihagyják a tudományból és ezzel a materializmus malmára hajtják a vizet.

### Második kötet
A második kötet Dzyan utolsó 12 versét magyarázza. Az emberiség történetét igyekszik bemutatni, úgy, hogy az megfeleljen az első kötet kozmonológiai koncepciójának. Ebben a részben a nyugati okkultizmus és gnosztikus tanítások jóval erősebbek, mint az első kötetben.
A kötet elején Blavatsky három fő kijelentésben foglalja össze mondanivalóját, amelyről maga állítja, hogy ellentétben áll a tudomány eredményeivel és a vallási tanításokkal.
- Hét különböző emberi faj egyszerre megy keresztül az evolúción a világ hét különböző pontján.
- Az asztrál test időben megelőzi a fizikai testet és annak modellje
- A reinkarnáció jelenlegi szakaszában az ember létrejötte megelőz minden más emlős (és minden állat) létrejöttét.

A titkos tanítás szerint az emberiség két fő vonalból származik: a nap-típusból és a hold-típusból. Az emberiség túlnyomó többsége hold-tipusú, akik azután születtek újra, hogy a Holdon lezajlott a hét ciklus. A nap-típusúak magas régiókból kerültek a földre és állandó reinkarnációjukban átadják tudásukat az emberiségnek. Ők a tanítók, vagy Mahatmák.
Blavatsky szerint az emberiség hét fő fázisú cikluson keresztül fejlődik, amelyből az első négy a hanyatlás korszaka, míg az utolsó három a megváltásé. Minden egyes fázisnak egy emberfajta a megfelelője. Minden fázison belül van hét alfázis és az alfázisokon belül hét ág. Ezek a fázisok közvetlen kapcsolatban állnak a hét (látható) bolygó hétszeri átvonulásával.
A könyv szerint már négy fő fázis lezajlott, mégpedig a szellemiek faja (akik egy meg nem szüntethető, örökéletű területen éltek), az anyagiak faja (akik az azóta eltűnt sarkvidéki kontinensen éltek), a valóságos emberek, akik a Lemuria nevű elveszett kontinensről származnak és a fajkeveredés "bűnébe" estek, valamint az Atlantiszon létrejött faj. Az atlantiszi faj, amely szigetük elpusztulásával nagyrészt elveszett, Blavatsky szerint olyan parapszichológiai képességek és technikai tökéletesség birtokában volt, amelyek lehetővé tették számukra, hogy Fohat erejét hasznosítsák. Az ötödik, jelenkori, fajta az árja. Mindezt Blavatsky összekapcsolta a reinkarnáció és a karma tanával, amely szerint az egyének az egymás után következő fajták és saját életük alapján végül is egyesülnek az isteniséggel.
Az egyes fázisokat az érzékszervek kifejlődése választja el egymástól, bár ez nem egyértelmű a könyvben: a szöveg azt állítja, hogy a hatodik fajtánál a hatodik érzék általánossá válik, és kezdeményei megjelennek már az ötödiknél (ahogy a nemek különválását a könyv a harmadik fajtához köti, bár a kétneműség csak később válik általánossá).
Az új fajta úgy jön létre, hogy a meglévő fajta néhány egyede Építővé válik, akik létrehozzák saját magukat az új fajtában, bár csak áttetsző formában.
Az emberiséget Blavatsky hierarchikus formában fogja fel, amelyben néhány kiválasztott képes arra, hogy saját fejlődési fokuk tudását megoszthatják másokkal. Ezért Blavatsky saját magát is ilyennek tekintette – a mesterek vele, mint az árják képviselőjével osztják meg tudásukat. Ugyanígy, kizárólag a kiválasztottak maradtak meg tisztának, amikor a Lemuria faj a fajkeveredés bűnébe esett.

### Harmadik kötet
Ezt Annie Besant publikálta Blavatsky halála után a megmaradt kéziratokból. Nincs egyetértés abban, hogy ez mennyire tekinthető hitelesnek.

## Kritikai elemzések fő megállapításaiA titkos tanításról
A könyv már kézirat formájában is számos kritikai elemzés tárgya lett.
Blavatsky asszony egyrészt azt állította, hogy a könyv a világ legrégebbi könyvén, Dzyan könyvén alapul és tibeti tanítómesterei, a Mahatmák sugallták neki a tartalmat. Dzyan könyvét mindmáig kizárólag Blavatsky könyvéből ismerjük. Az elmúlt több mint száz évben a teozófusok többször próbálták Dzyan könyvét beazonosítani, főként tibeti tantra versekkel, azonban ezek az állítások nem meggyőzőek. A versek egy része autentikus tibeti vers, ezeket azonban Blavatsky Kőrösi Csoma Sándor Ázsiai kutatások XX. kötetéből másolta át. A versek többi részét nem lehet beazonosítani és valószínűleg Blavatsky írta őket, aki maga is elismeri: a versek szó szerinti angol fordítása érthetetlen szövegeket eredményezne és ezért értelmezni kell. Értelmezései azonban arra szolgálnak, hogy a versek ködös szavai az ő kommentárjait igazolják. Például Blavatsky szerint az első vers első sora szó szerinti fordításban a következőt jelenti: "Tho-ag Zsi-gju-ban hét Khorlot aludt". Ez azonban, folytatja, érthetetlen, ezért a sor helyes fordítása: "A sohasem látható köntösébe burkolva az örök szülő megint hét örökkévalóságig aludt".
A kézirat maga olyan állapotban volt, hogy Subba Rao, egy indiai ügyvéd és a Theosophy című folyóirat egyik jelentős alakja, amikor megkapta a kéziratot javításra, azonnal elhatárolta magát a Teozófiai Társulattól, mondván: az anyag olyan mértékben van tele hibákkal, hogy javítása azt jelentené, hogy teljesen át kellene írnia. Ekkor Blavatsky Olcottnak küldött levelet, amelyben kérte, hogy találjon segítséget, mert nem tud elboldogulni szanszkrit szavakkal és mondatokkal, valamint nem tudja kibogozni a hindu metaforákat. Blavatsky levele nyilvánvaló ellentétben áll ama állításával, hogy a Mahatmák segítették okkult úton a könyv megírásában.
A rövid könyv alapvetően szerkesztetlen maradt, bár Bertrand Keightly és Archibald Keightly szerkesztői munkája lehetővé tette, hogy a kézirat kiadható állapotba kerüljön. Ennek ellenére a könyv számos belső ellentmondást tartalmaz (valamint ellentmond Blavatsky asszony más írásainak és a többi teozófus munkáinak): egyszerre állítja isten létezését és nem létezését, a Nirvánát mint megsemmisülést és mint megtestesülést, a vegetáriánus életmód szükségességét és szükségtelenségét és száz egyéb ellentmondást, beleértve azt is, hogy míg a Leleplezett Iriszben még kigúnyolta a reinkarnációt, ebben a könyvben a koncepció központi szerepet játszik. A teozófusok ezeket az ellentmondásokat annak tulajdonítják, hogy Blavatsky különböző mesterek instrukcióját követte a különböző részekben.
A szövegelemzés kimutatta, hogy A titkos tanítás főként korabeli munkák átdolgozása, amely plágiummal terhes. Egy okkultista, Coleman, aki a Leleplezett Íziszben is megállapította Blavatsky forrásait, meghatározta azokat a könyveket, melyekből forrás-megjelölése nélkül merített. Blavatsky négy oldalt vett át Oliver Pythagorean Triangle-jéből, az állítólagos bizonyítékokat az Atlantisz-koncepcióhoz Donelly könyvéből vette át. Ezen kívül Wilson Visnu Purana-jából 130 szakaszt másolt át A titkos tanításba (e könyv beszerzését Blavatsky többször is követelte, mert kellett ahhoz, hogy A titkos tanítást megírhassa), Dawson hindi szótárából 123-at. Emellett a csatolt állítólagos Mahatma levelek ugyancsak tartalmaznak plágiumot XIX. századi munkákból. Gershom Scholem, a zsidó miszticizmus és kabbala neves kutatója szövegelemzése szerint Blavatsky a Dzyan verseket vagy azok egy részét, valamint A titkos tanítás koncepciójának fő vonásait a Sifra Di-Tseniutha című zoharikus műből vette át. Ez további érvet jelent a kritikusok számára ahhoz a feltételezéshez, hogy A titkos tanítás valójában okkultista tanok kifejezése a hinduizmus és a buddhizmus terminológiáival.
Szemben korábbi művével, a Leleplezett Ízisszel, A titkos tanítás Egyiptom helyett a keletet nevezi meg, mint a gnózis forrását. Ez magyarázza a tibeti szerzetesekre való hivatkozást. Azonban A titkos tanítás a hindu és a buddhista vallások részletes ismeretének hiányát mutatják mind szemantikai, mind vallástudományi szempontból. Szemantikai tekintetben, mivel Blavatsky asszony nem tudott szanszkritül, így számos szót félreírt, más keleti nyelvekből jött szóval vont össze szanszkrit szavakat és gyakran ugyanarra a jelenségre különféle, számos alkalommal helytelen terminológiát használt. Vallástudományi szempontból az elemzés számára nem lehet kétséges, hogy a koncepció és a gondolkodásmód, amelyet A titkos tanítás tükröz nem a keleti vallások megfogalmazása, hanem az európai romantika teozófiájának átírása keleti terminológiákkal a gondolati tartalom hasonlósága alapján.
Az első kötetet úgy lehet tekinteni, mint a hindu univerzalizmus karikatúráját. Ellentétben Blavatsky munkájával, a hinduizmus ciklikus kozmonológiájában nincsen fejlődés és az évek számának megadása pusztán szimbolikus. A könyv nem hindu vagy buddhista világteremtést ír le, hanem neoplatinisztikus kozmonológiát brahmanista terminológiával. Emellett a Leleplezett Izisz kabbalisztikus nyelvezetének és felfogásának továbbélése is nyomonkövethető A titkos tanításban (például abban az állításban, hogy az első négy emberfajta hermafrodita volt).
A második kötetben Denis Saurat szerint semmi új nincs, de a meglévő, korabeli anyagokat Blavatsky asszony művészi erővel írta át. Táblázata világosan megmutatja A titkos tanítás elméleti forrásait és kapcsolódási pontjait más misztikus tanokhoz.
Módszertanában Blavatskynál fel sem merül, hogy tévedhet – csak az ő értelmezése a mítoszok helyes értelmezése és valamennyi mítosz univerzális, mert mindegyik hordozza az ősi bölcsesség elemét. Ezért kerül egymás mellé mint bizonyíték, a hindu és a buddhista kozmonológia, az európai népmesék, a görög mitológia, alkímia, tudománytörténeti ötletek és így válik a Titkos tanítás maga is mítosszá.

## Magyarul
- A titkos tanítás. A tudomány, a vallás és a filozófia synthesise; ford. Hennyey Vilmos, Szlemenics Mária; Neuwald Ny., Bp., 1928
- Dzyan könyve első részének fordítása H. P. Blavatsky "Titkos tanítás" (The secret doctrine) c. eredeti munkájából vett kivonatos magyarázatokkal; összeáll., ford. Szlemenics Mária és Hennyey Vilmos; Neuwald Illés Utódai Könyvnyomda, Bp., 1924 (hasonmásbanː Magyar Teozófiai Társulat, Bp., 1993)
- Titkos tanítás. A tudomány, a vallás és a filozófia szintézise; Magyar Teozófiai Társulat, Bp., 2011–2017
  - 1. Kozmogenézis. A világ teremtése; ford. Szlemenics Mária, Hennyey Vilmos, átdolg. Szabari János, jegyz. Reicher László; 2011
  - 2. A jelképrendszer fejlődése; ford. Szlemenics Mária, Hennyey Vilmos, átdolg. Szabari János; 2012
  - 3. Az okkult és a modern tudomány; ford. Miskolczi Gábor, Szabari János; 2013
  - 4/A-B Antropogenézis. Az ember teremtése; ford. Harry Györgyné, átdolg. Szabari János; 2014
  - 5. A világvallások ősi jelképrendszere; ford. Harry Györgyné, Solymos Béláné, átdolg. Szabari János; 2015
  - 6. A tudomány szemben a titkos tanítással; ford. Szabari János; 2016
  - 7/A-B Nagy tanítók, ősi tanítások; ford. Szabari János; 2017